# Film di Doraemon
Questa è la lista dei film di Doraemon, tutti basati sul omonimo manga e dei cortometraggi cinematografici annessi. Sono stati prodotti 46 lungometraggi cinematografici dedicati completamente alla serie anime, di cui due completamente in 3D, distribuiti dalla Toho e proiettati quasi totalmente nel mese di marzo. 
In Italia, sono stati distribuiti 19 dei 46 lungometraggi usciti in sala: di questi (seguendo la numerazione italiana), i film dall'1 al 6 sono stati trasmessi solo in televisione, mentre dal 7 in poi i diritti sono stati acquistati da Lucky Red, che li ha distribuiti quasi tutti al cinema con cadenza annuale dal 2014 al 2021; a partire dalla dodicesima pellicola, i diritti sono stati acquisiti da Plaion, mentre i restanti film rimangono inediti. In Italia i primi tre film hanno il doppiaggio storico. 
Le trame dei film sono più complesse rispetto al manga e non propongono di approfondire la trama generale del manga (il cambiamento del futuro di Nobita e quindi in un suo matrimonio con Shizuka) e si basano tutti sul folklore giapponese e su opere della letteratura e trattano temi avventurosi. I cortometraggi invece sono quasi tutti basati sui capitoli più significativi del manga, ed ognuno dura più o meno mezz'ora e sono proiettati prima del film. I primi 25 film sono relativi alla serie del 1979, mentre i restanti del suo remake del 2005 in poi.    
Hiroshi Fujimoto e Motoo Abiko si sono occupati personalmente del soggetto e della sceneggiatura di tutti i lungometraggi fino alla morte di Fujimoto nel 1996, durante la produzione del diciottesimo lungometraggio, che uscì postumo nel 1997.

## Lungometraggi
| Nº Ja                                     | Nº It | Titolo italiano Giapponese 「Kanji」 - Rōmaji - Traduzione letterale | Distribuzione                | Distribuzione                                       |
| Nº Ja                                     | Nº It | Titolo italiano Giapponese 「Kanji」 - Rōmaji - Traduzione letterale | Giapponese (cinematografica) | Italiano (televisiva, cinematografica o home-video) |
| Relativi alla serie del 1979 (25 episodi) |       | |                              |                                                     |
| 1                                         | 1     | Doraemon nel paese preistorico 「ドラえもん のび太の恐竜」 - Doraemon: Nobita no kyōryū – "Doraemon - Il dinosauro di Nobita" | 15 marzo 1980                | 3 marzo 1985 da I.T.B. (Euro TV)                    |
| 2                                         | 3     | Doraemon esplora lo spazio 「ドラえもん のび太の宇宙開拓史」 - Doraemon: Nobita no uchū kaitaku-shi – "Doraemon - L'universo pionieristico di Nobita" | 14 marzo 1981                | 17 marzo 1985 da I.T.B. (Euro TV)                   |
| 3                                         | 2     | Doraemon nel paese delle meraviglie 「ドラえもん のび太の大魔境」 - Doraemon: Nobita no dai-makyō – "Doraemon - Nobita e i cacciatori del male" | 13 marzo 1982                | 10 marzo 1985 da I.T.B. (Euro TV)                   |
| 4                                         | –     | Doraemon: Nobita no kaitei kigan-jō 「ドラえもん のび太の海底鬼岩城」 - Doraemon: Nobita no kaitei kigan-jō – "Doraemon - Il mostruoso castello subacqueo di Nobita" | 12 marzo 1983                | –                                                   |
| 5                                         | –     | Doraemon: Nobita no makai daibōken 「ドラえもん のび太の魔界大冒険」 - Doraemon: Nobita no makai daibōken – "Doraemon - La grande avventura nel mondo degli spiriti di Nobita" | 17 marzo 1984                | –                                                   |
| 6                                         | –     | Doraemon: Nobita no little Star Wars 「ドラえもん のび太の宇宙小戦争（リトル・スターウォーズ）」 - Doraemon: Nobita no uchū ko sensō ritoru Sutā Uōzu – "Doraemon - Le piccole Guerre Stellari di Nobita"                                                                                        | 16 marzo 1985                | –                                                   |
| 7                                         | –     | Doraemon: Nobita to tetsujin heidan 「ドラえもん のび太と鉄人兵団」 - Doraemon: Nobita to tetsujin heidan – "Doraemon - Nobita e le truppe d'acciaio" | 15 marzo 1986                | –                                                   |
| 8                                         | –     | Doraemon: Nobita to ryū no kishi 「ドラえもん のび太と竜の騎士」 - Doraemon: Nobita to ryū no kishi – "Doraemon - Nobita e i cavalieri dei draghi" | 14 marzo 1987                | –                                                   |
| 9                                         | –     | Doraemon: Nobita no parallel Saiyūki 「ドラえもん のび太のパラレル西遊記」 - Doraemon: Nobita no parareru Saiyūki – "Doraemon - Il viaggio nell'ovest parallelo di Nobita" | 12 marzo 1988                | –                                                   |
| 10                                        | –     | Doraemon: Nobita no Nippon tanjō 「ドラえもん のび太の日本誕生」 - Doraemon: Nobita no Nippon tanjō – "Doraemon - Nobita e la nascita del Giappone" | 11 marzo 1989                | –                                                   |
| 11                                        | –     | Doraemon: Nobita to animal planet 「ドラえもん のび太とアニマル惑星 （プラネット）」 - Doraemon: Nobita to animaru puranetto – "Doraemon - Nobita e il pianeta degli animali" | 10 marzo 1990                | –                                                   |
| 12                                        | 4     | Doraemon - The Movie: Le mille e una notte 「ドラえもん のび太のドラビアンナイト」 - Doraemon: Nobita no Dorabian Naito – "Doraemon - Nobita nelle Dorabian Night" | 9 marzo 1991                 | 24 dicembre 2004 da Mediaset (Italia 1)             |
| 13                                        | 5     | Doraemon - The Movie: Il Regno delle Nuvole 「ドラえもん のび太と雲の王国」 - Doraemon: Nobita to Kumo no Ōkoku – "Doraemon - Nobita e il Regno delle Nuvole" | 7 marzo 1992                 | 21 dicembre 2009 da Mediaset (Hiro)                 |
| 14                                        | –     | Doraemon: Nobita to buriki no labyrinth 「ドラえもん のび太とブリキの迷宮 （ラビリンス）」 - Doraemon: Nobita to buriki no rabirinsu – "Doraemon - Nobita ed il labirinto di latta" | 6 marzo 1993                 | –                                                   |
| 15                                        | –     | Doraemon: Nobita to mugen san-kenshi 「ドラえもん のび太と夢幻三剣士」 - Doraemon: Nobita to mugen san-kenshi – "Doraemon - Nobita e i fantastici tre moschettieri" | 12 marzo 1994                | –                                                   |
| 16                                        | –     | Doraemon: Nobita no sōsei nikki 「ドラえもん のび太の創世日記」 - Doraemon: Nobita no sōsei nikki – "Doraemon - Il diario della creazione del mondo di Nobita" | 4 marzo 1995                 | –                                                   |
| 17                                        | –     | Doraemon: Nobita to ginga express 「ドラえもん のび太と銀河超特急 （エクスプレス）」 - Doraemon: Nobita to ginga ekusupuresu – "Doraemon - Nobita e l'Express galattico" | 2 marzo 1996                 | –                                                   |
| 18                                        | –     | Doraemon: Nobita no neji maki shitī bōken-ki 「ドラえもん のび太のねじ巻き都市冒険記」 - Doraemon: Nobita no neji maki toshi bōkenki – "Doraemon - Le cronache dell'avventura di Nobita nella città degli orologi"                                                                               | 8 marzo 1997                 | –                                                   |
| 19                                        | –     | Doraemon: Nobita no nankai daibōken 「ドラえもん のび太の南海大冒険」 - Doraemon: Nobita no nankai daibōken – "Doraemon - Le cronache della grande avventura di Nobita nei mari del sud" | 7 marzo 1998                 | –                                                   |
| 20                                        | –     | Doraemon: Nobita no uchū hyōryūki 「ドラえもん のび太の宇宙漂流記」 - Doraemon: Nobita no uchū hyōryūki – "Doraemon - Nobita a spasso nell'universo" | 6 marzo 1999                 | –                                                   |
| 21                                        | –     | Doraemon: Nobita no taiyō ō densetsu 「ドラえもん のび太の太陽王伝説」 - Doraemon: Nobita no taiyō ō densetsu – "Doraemon - Nobita e la leggenda del re Sole" | 4 marzo 2000                 | –                                                   |
| 22                                        | –     | Doraemon: Nobita to tsubasa no yūsha-tachi 「ドラえもん のび太と翼の勇者たち」 - Doraemon: Nobita to tsubasa no yūsha-tachi – "Doraemon - Nobita e gli avventurieri alati" | 10 marzo 2001                | –                                                   |
| 23                                        | –     | Doraemon: Nobita to Robot Kingdom 「ドラえもん のび太とロボット王国 （キングダム）」 - Doraemon: Nobita to Robotto Kingudamu – "Doraemon - Nobita e il Regno dei Robot" | 19 marzo 2002                | –                                                   |
| 24                                        | –     | Doraemon: Nobita to fushigi kaze tsukai 「ドラえもん のび太とふしぎ風使い」 - Doraemon: Nobita to fushigi kaze tsukai – "Doraemon - Nobita e il vento magico" | 8 marzo 2003                 | –                                                   |
| 25                                        | –     | Doraemon: Nobita no wan-nyan jikūden 「ドラえもん のび太のワンニャン時空伝」 - Doraemon: Nobita no wan-nyan jikūden – "Doraemon - La connessione spaziotempio wan-nyan di Nobita" | 6 marzo 2004                 | –                                                   |
| Relativi alla serie del 2005 (17 episodi) |       | |                              |                                                     |
| 26                                        | 6     | Doraemon - The Movie: Il dinosauro di Nobita 「映画ドラえもん のび太の恐竜 2006」 - Eiga Doraemon: Nobita no kyōryū 2006 – "Doraemon - Il film: Il dinosauro di Nobita 2006" | 4 marzo 2006                 | 24 novembre 2013 da Mediaset (Boing)                |
| 27                                        | –     | Eiga Doraemon: Nobita no shin makai daibōken ~7-nin no mahō tsukai~ 「映画ドラえもん のび太の新魔界大冒険 ～7人の魔法使い～」 - Eiga Doraemon: Nobita no shin makai daibōken ~7-nin no mahō tsukai~ – "Doraemon - Il film: La grande avventura nel mondo degli spiriti di Nobita ~I 7 maghi~"    | 10 marzo 2007                | –                                                   |
| 28                                        | –     | Eiga Doraemon: Nobita to midori no kyojinden 「映画ドラえもん のび太と緑の巨人伝」 - Eiga Doraemon: Nobita to midori no kyojinden – "Doraemon - Il film: Nobita e il gigante verde" | 8 marzo 2008                 | –                                                   |
| 29                                        | –     | Eiga Doraemon: Shin Nobita no uchū kaitaku-shi 「映画ドラえもん 新・のび太の宇宙開拓史」 - Eiga Doraemon: Shin Nobita no uchū kaitakushi – "Doraemon - Il film: Il nuovo universo pionieristico di Nobita"                                                                                       | 7 marzo 2009                 | –                                                   |
| 30                                        | –     | Eiga Doraemon: Nobita no ningyo taikaisen 「映画ドラえもん のび太の人魚大海戦」 - Eiga Doraemon: Nobita no ningyo taikaisen – "Doraemon - Il film: La grande battaglia marina dei Tritoni di Nobita"                                                                                             | 6 marzo 2010                 | –                                                   |
| 31                                        | –     | Eiga Doraemon: Shin Nobita to tetsujin heidan ~Habatake tenshi-tachi~ 「映画ドラえもん 新・のび太と鉄人兵団 ～はばたけ 天使たち～」 - Eiga Doraemon: Shin Nobita to tetsujin heidan ~Habatake tenshi-tachi~ – "Doraemon - Il film: Nobita e le truppe d'acciaio ~Volate angeli~"                 | 5 marzo 2011                 | –                                                   |
| 32                                        | –     | Eiga Doraemon: Nobita to kiseki no shima ~Animal Adventure~ 「映画ドラえもん のび太と奇跡の島 ～アニマル アドベンチャー～」 - Eiga Doraemon: Nobita to kiseki no shima ~Animaru adobenchā~ – "Doraemon - Il film: Nobita e l'isola dei miracoli ~L'avventura degli animali~"                     | 3 marzo 2012                 | –                                                   |
| 33                                        | –     | Eiga Doraemon: Nobita no himitsu dōgu museum 「映画ドラえもん のび太のひみつ道具博物館 （ミュージアム）」 - Eiga Doraemon: Nobita no himitsu dōgu myūjiamu – "Doraemon - Il film: Il museo segreto dei chiusky di Nobita"                                                                        | 9 marzo 2013                 | –                                                   |
| 34                                        | 8     | Doraemon - Il film: Le avventure di Nobita e dei cinque esploratori 「映画ドラえもん 新・のび太の大魔境 ～ペコと5人の探検隊～」 - Eiga Doraemon: Shin Nobita no dai-makyō ~Peko to 5-ri no tanken-tai~ – "Doraemon - Il film: Nobita e i cacciatori del male ~Peko e l'esplorazione dei cinque~" | 8 marzo 2014                 | 7 maggio 2015 da Lucky Red (cinema)                 |
| 36                                        | 9     | Doraemon - Il film: Nobita e gli eroi dello spazio 「映画ドラえもん のび太の宇宙英雄記」 - Eiga Doraemon: Nobita no Supēsu Hīrōzu – "Doraemon - Il film: Nobita e gli eroi dello spazio" | 7 marzo 2015                 | 28 gennaio 2016 da Lucky Red (cinema)               |
| 37                                        | 10    | Doraemon - Il film: Nobita e la nascita del Giappone 「映画ドラえもん 新・のび太の日本誕生」 - Eiga Doraemon: Shin・Nobita no Nippon tanjō – "Doraemon - Il film: Nobita e la nuova nascita del Giappone"                                                                                        | 5 marzo 2016                 | 26 gennaio 2017 da Lucky Red (cinema)               |
| 38                                        | 11    | Doraemon - Il film: Nobita e la grande avventura in Antartide "Kachi Kochi" 「映画ドラえもん のび太の南極カチコチ大冒険」 - Eiga Doraemon: Nobita no nankyoku kachikōchi daibōken – "Doraemon - Il film: Nobita e la grande avventura nell'Antartide Kachikochi"                                 | 4 marzo 2017                 | 5 luglio 2018 da Lucky Red (cinema)                 |
| 39                                        | 13    | Doraemon - Il film: Nobita e l'isola del tesoro 「映画ドラえもん のび太の宝島」 - Eiga Doraemon: Nobita no Takarajima – "Doraemon - Il film: L'isola del tesoro di Nobita" | 3 marzo 2018                 | 24 settembre 2020 da Koch Media (on demand)         |
| 40                                        | 12    | Doraemon - Il film: Nobita e le cronache dell'esplorazione della Luna 「映画ドラえもん のび太の月面探査記」 - Eiga Doraemon: Nobita no getsumen tansa-ki – "Doraemon - Il film: Le cronache dell'esplorazione della Luna di Nobita"                                                              | 1º marzo 2019                | 20 maggio 2020 da Koch Media (on demand)            |
| 41                                        | 15    | Doraemon - Il film: Nobita e il nuovo dinosauro 「映画ドラえもん のび太の新恐竜」 - Eiga Doraemon: Nobita no shin kyōryū – "Doraemon - Il film: Il nuovo dinosauro di Nobita" | 7 agosto 2020                | 12 settembre 2021 da Koch Media (Boomerang)         |
| 43                                        | 16    | Doraemon - Il film: Nobita e le piccole guerre stellari 2021 「映画ドラえもん のび太の宇宙 小 戦争2021」 - Eiga Doraemon: Nobita no uchū ko sensō 2021 – "Doraemon - Il film: Le piccole guerre stellari di Nobita 2021"                                                                         | 4 marzo 2022                 | 13 luglio 2023 da Plaion (home video)               |
| 44                                        | 17    | Doraemon - Il film: Nobita e l'Utopia celeste 「映画ドラえもん のび太と空の理想郷」 - Eiga Doraemon: Nobita to sora no Utopia – "Doraemon - Il film: Nobita e il regno celeste di Utopia" | 3 marzo 2023                 | 3 settembre 2024 da Plaion (on demand)              |
| 45                                        | 19    | Doraemon - Il film: Nobita e la sinfonia della Terra 「映画ドラえもん のび太の地球交響楽」 - Eiga Doraemon: Nobita no chikyū symphony – "Doraemon - Il film: Nobita e la sinfonia della Terra"                                                                                                   | 5 marzo 2024                 | 25 marzo 2025 da Plaion (on demand)                 |
| 46                                        | 18    | Doraemon - Il film: Nobita e il racconto del mondo della pittura 「ドラえもん のび太の絵世界物語」 - Eiga Doraemon: Nobita no esekai monogatari – "Doraemon - Il film: Nobita e il mondo nel dipinto"                                                                                            | 7 marzo 2025                 | 23 febbraio 2025 da Plaion (cinema)                 |
| Animazione 3D (2 episodi)                 |       | |                              |                                                     |
| 35                                        | 7     | Doraemon - Il film 「Stand By Me ドラえもん」 - Stand By Me Doraemon – "Restami vicino, Doraemon" | 8 agosto 2014                | 6 novembre 2014 da Lucky Red (cinema)               |
| 42                                        | 14    | Doraemon - Il film 2 「Stand By Me ドラえもん 2」 - Stand by Me, Doraemon 2 – "Restami vicino, Doraemon 2" | 20 novembre 2020             | 11 settembre 2021 da Koch Media (Boomerang)         |

### Regia
Per la realizzazione di Doraemon sono stati coinvolti numerosi registi, tuttavia nell'anime 1979 la regia è stata affidata a Tsutomu Shibayama per la quasi totalità dei film. Nella maggior parte dei casi, il regista è anche lo sceneggiatore del film da lui diretto.

#### Anime 1979
- Hiroshi Fukutomi (1)
- Hideo Nishimaki (2 e 3)
- Tsutomu Shibayama (dal 4 al 25)

#### Anime 2005
- Ayumu Watanabe (26 e 28)
- Yukiyo Teramoto (27, 31, 33 e 44)
- Shigeo Koshi (29)
- Kôzô Kuzuha (30 e 32)
- Shinnosuke Yakuwa (34, 36 e 39)
- Yoshihiro Osugi (35)
- Atsushi Takahashi (37)
- Kazuaki Imai (38, 40 e 43)
- Shin Yamaguchi (41)
- Takumi Doyama (42)

#### Film in 3D
- Takashi Yamazaki
- Ryūichi Yagi

## Cortometraggi
I seguenti cortometraggi sono generalmente abbinati all'annuale film cinematografico. Sono del tutto inediti in Italia.
| Nº                                                  | Titolo italiano Giapponese 「Kanji」 - Rōmaji | Prima visione                | Prima visione |
| Nº                                                  | Titolo italiano Giapponese 「Kanji」 - Rōmaji | Giapponese (cinematografica) |               |
| Cortometraggi di Doraemon (12 episodi)              | |                              |               |
| 1                                                   | Doraemon: Boku, Momotarō no nan'na no sa 「ドラえもん ぼく、桃太郎のなんなのさ」 - Doraemon - Boku, Momotarō no nanna no sa                        | 1º agosto 1981               |               |
| 2                                                   | Doraemon: Tokimeki Solar kurumaniyon 「トキメキソーラーくるまによん」 - Tokimeki Sōrā kurumaniyon                                                  | 7 marzo 1992                 |               |
| 3                                                   | Doraemon: Taiyō wa tomodachi ganbare! Soraemon gō 「太陽はともだち・がんばれ！ソラえもん号」 - Taiyō wa tomodachi ganbare! Soraemon gō             | 6 marzo 1993                 |               |
| 4                                                   | Doraemon: Nobita to Mirai Note 「ドラえもん のび太と未来ノート」 - Doraemon: Nobita to Mirai Note                                                  | 5 marzo 1994                 |               |
| 5                                                   | 2112-nen Doraemon tanjō 「2112年ドラえもん誕生」 - 2112-nen Doraemon tanjō                                                                         | 4 marzo 1995                 |               |
| 6                                                   | Kaettekita Doraemon 「帰ってきたドラえもん」 - Kaettekita Doraemon                                                                                 | 7 marzo 1998                 |               |
| 7                                                   | Doraemon: Nobita no kekkon zen'ya 「のび太の結婚前夜」 - Doraemon: Nobita no kekkon zen'ya                                                         | 6 marzo 1999                 |               |
| 8                                                   | Doraemon: Obā-chan no omoide 「おばあちゃんの思い出」 - Doraemon: Obā-chan no omoide                                                               | 11 marzo 2000                |               |
| 9                                                   | Doraemon: Ganbare! Gian!! 「がんばれ！ジャイアン！！」 - Doraemon: Ganbare! Jaian!!                                                                | 10 marzo 2001                |               |
| 10                                                  | Doraemon: Boku no umareta hi 「ぼくの生まれた日」 - Doraemon: Boku no umareta hi                                                                   | 9 marzo 2002                 |               |
| 11                                                  | Doraemon Anniversary 25 「ドラえもんアニバーサリー25」 - Doraemon Anibāsarī 25                                                                     | 6 marzo 2004                 |               |
| 12                                                  | Doraemon 3D Short 「ドラえもん３Ｄショートムービー」 - Doraemon 3D Short                                                                           | 21 marzo 2008                |               |
| Cortometraggi di Dorami (4 episodi)                 | |                              |               |
| 1                                                   | Dorami-chan: Mini-Dora SOS!! 「ドラミちゃん ミニドラSOS！！」 - Dorami-chan - Mini-Dora SOS!!                                                      | 11 marzo 1989                |               |
| 2                                                   | Dorami-chan: Arara shounen sanzoku-dan! 「ドラミちゃん アララ♥少年山賊団！」 - Dorami-chan - Arara♥shōnen sanzoku-dan!                             | 9 marzo 1991                 |               |
| 3                                                   | Dorami-chan: Hello kyōryū kids!! 「ドラミちゃん ハロー恐竜キッズ！！」 - Dorami-chan - Harō kyōryū kizzu!!                                         | 6 marzo 1993                 |               |
| 4                                                   | Dorami-chan: Aoi Straw Hat 「ドラミちゃん 青いストローハット」 - Dorami-chan - Aoi Sutorō hatto                                                    | 12 marzo 1994                |               |
| Cortometraggi dei Doraemons (5 episodi)             | |                              |               |
| 1                                                   | The Doraemons: Kaitō Dorapan nazo no chōsen-jō! 「ザ☆ドラえもんズ 怪盗ドラパン謎の挑戦状！」 - Za Doraemonzu - Kaitō Dorapan nazo no chōsen-jō!    | 8 marzo 1997                 |               |
| 2                                                   | The Doraemons: Mushimushi pyonpyon daisakusen! 「ザ☆ドラえもんズ ムシムシぴょんぴょん大作戦！」 - Za Doraemonzu - Mushimushi pyonpyon daisakusen!  | 7 marzo 1998                 |               |
| 3                                                   | The Doraemons: Okashina okashina okashinana!? 「ザ☆ドラえもんズ おかしなお菓子なオカシナナ！？」 - Za Doraemonzu - Okashina okashina okashinana!?  | 6 marzo 1999                 |               |
| 4                                                   | The Doraemons: Dokidoki kikan-sha daibakusō! 「ザ☆ドラえもんズ ドキドキ機関車大爆走！」 - Za Doraemonzu - Dokidoki kikan-sha daibakusō!            | 11 marzo 2000                |               |
| 5                                                   | The Doraemons: Goal! Goal! Goal!! 「ザ☆ドラえもんズ ゴール！ゴール！ゴール！！」 - Za Doraemonzu - Gōru! Gōru! Gōru!!                              | 9 marzo 2002                 |               |
| Cortometraggi di Dorami e dei Doraemons (2 episodi) | |                              |               |
| 1                                                   | Dorami & Doraemons: Robot gakkō nanafushigi!? 「ドラミ&ドラえもんズ ロボット学校七不思議！？」 - Dorami & Doraemonzu - Robotto gakkō nanafushigi!? | 2 marzo 1996                 |               |
| 2                                                   | Dorami & Doraemons: Uchū Land kiki ippatsu! 「ドラミ&ドラえもんズ 宇宙ランド危機イッパツ！」 - Dorami & Doraemonzu - Uchū Rando kiki ippatsu!      | 10 marzo 2001                |               |